# Hendrik II van Eu
Hendrik II van Eu (overleden in 1191) was van 1170 tot aan zijn dood graaf van Eu en heer van Hastings. Hij behoorde tot het huis Normandië.

## Levensloop
Hendrik II was de oudste zoon van graaf Jan van Eu uit diens huwelijk met Alice d'Aubigny, dochter van William d'Aubigny, graaf van Arundel.
Na de dood van zijn vader in 1170 werd hij graaf van Eu en heer van Hastings. Hij bleef deze functies uitoefenen tot aan zijn dood in 1191. Aangezien zijn zonen reeds overleden waren, werd hij opgevolgd door zijn dochter Adelheid.
Hendrik II werd bijgezet in de Abdij van Foucarmont.

## Huwelijk en nakomelingen
Hendrik huwde met Mathilde, dochter van Hamelin de Warenne, graaf van Surrey. Ze kregen volgende kinderen:
- Rudolf (overleden in 1186)
- Gwijde (overleden in 1185)
- Adelheid (overleden in 1246), huwde in 1213 met Rudolf I van Lusignan
- Johanna